# الحميدية (طرطوس)
الحميدية ناحية وبلدة تتبع منطقة طرطوس في محافظة طرطوس. تقع البلدة على مسافة نحو عشرين كم جنوب مدينة طرطوس. ويبلغ عدد سكانها نحو أحد عشر ألف نسمة. أهل هذه المدينة يتحدثون باللغة اليونانية (لهجة جزيرة كريت)، حيث قدموا من جزيرة كريت إلى سورية نحو سنة 1897 في عهد السلطان عبد الحميد الثاني هربا من مذابح طالت المسلمين في الجزيرة بعد انسحاب العثمانيين منها. أقطعهم عبد الحميد أرضًا بنوا فيها بيوتهم، ونسبت البلدة إليه فدعيت بالحميدية. إضافة إلى السكان الأصليين الأوائل الذين قطنوا البلدة، يسكن سوريين من الطائفة العلوية فيها
في البلدة الآن مشاريع حيوية كثيرة، وعلى مسافة خمسة كيلومترات شرق الحميدية يقع تل أثري يسمى تل الكزل، ومن المرجح أن هذا التل يحوي حاضرة سميرا أو سومورو العمورية التي ذكرت في رسائل تل العمارنة وفي رسائل أوغاريت.